# Ariel (Mond)
Der Mond Ariel (auch Uranus I) ist der hellste und viertgrößte der 28 bekannten Monde des Planeten Uranus. Er hat – von innen nach außen gezählt – die fünfzehnte Umlaufbahn und besitzt von allen Uranusmonden die größte Oberflächenreflektivität (Albedo).

## Entdeckung und Benennung
Ariel und Umbriel wurden am 24. Oktober 1851 als dritter und vierter Uranusmond durch den britischen Astronomen William Lassell mit einem 60-cm-Spiegelteleskop an einer selbstgebauten Sternwarte in Liverpool entdeckt.
Der Mond erhielt den Namen nach einer Sylphe in Alexander Popes Versepos Der Lockenraub. Da alle Uranusmonde außer Ariel, Umbriel und Belinda nach Figuren von William Shakespeare benannt sind, wird oft fälschlicherweise angenommen, es handle sich um den Luftgeist gleichen Namens aus dessen Stück Der Sturm.
Die Namen der vier erstentdeckten Uranusmonde (Oberon, Titania, Ariel und Umbriel) schlug John Herschel, der Sohn von Wilhelm Herschel, vor. Wilhelm Herschel selbst entdeckte Oberon, Titania und Uranus.

## Bahneigenschaften

### Umlaufbahn
Ariel umkreist Uranus auf einer prograden, fast perfekt kreisförmigen Umlaufbahn in einem mittleren Abstand von rund 190.900 km (ca. 7,469 Uranusradien) von dessen Zentrum, also rund 165.300 km über dessen Wolkenobergrenze. Die Bahnexzentrizität beträgt 0,0012, die Bahn ist 0,04° gegenüber dem Äquator von Uranus geneigt.
Die Umlaufbahn des nächstinneren Mondes Miranda ist im Mittel 61.000 km von Ariels Orbit entfernt, die des nächstäußeren Mondes Umbriel etwa 75.000 km.
Ariel umläuft Uranus in 2 Tagen, 12 Stunden 29 Minuten.
Ariels Umlaufbahn liegt gänzlich in der Magnetosphäre von Uranus. Die nachfolgenden Halbkugeln (Hemisphären) von atmosphärenlosen Monden wie Ariel sind dadurch unter ständigem Beschuss von magnetosphärischem Plasma, das mit dem Planeten mitrotiert. Dies kann zu einer Verdunkelung der nachfolgenden Hemisphäre führen, die bisher bei allen Uranusmonden außer bei Oberon beobachtet wurde. Ariel fängt auch magnetosphärisch geladene Partikel ein, was zu einer erhöhten Anzahl dieser Teilchen in Ariels Umlaufbahn führt, wie mit der Raumsonde Voyager 2 beobachtet.
Da Ariel wie Uranus die Sonne relativ zur Rotation praktisch auf der Seite umkreist, zeigt seine Nord- bzw. Südhemisphäre zur Zeit der Sonnenwende entweder direkt zur Sonne oder von ihr weg, was zu extremen jahreszeitlichen Effekten führt. Das bedeutet, dass die Pole von Ariel während eines halben Uranusjahres von 42 Jahren in permanenter Dunkelheit liegen oder von der Sonne beschienen werden. Während der Sonnenwende steht die Sonne daher nahe dem Zenit über den Polen. Während des Voyager-2-Vorbeifluges im Jahre 1986, der sich fast zur Sonnenwende ereignete, zeigten die Südhemisphären von Uranus und seinen Monden in Richtung Sonne, während die Nordhemisphären in völliger Dunkelheit lagen. Während des Äquinoktiums, bei dem sich die Äquatorebene mit der Richtung zur Erde kreuzt und die sich ebenfalls alle 42 Jahre ereignet, sind gegenseitige Bedeckungen der Uranusmonde und Sonnenfinsternisse auf Uranus möglich. Eine Reihe dieser raren Ereignisse fand zuletzt 2007 bis 2008 statt; Ariel wurde von Umbriel am 19. August 2007 bedeckt und vom Hubble-Weltraumteleskop aufgenommen. Einen weiteren Transit dokumentierte 2008 die Europäische Südsternwarte.

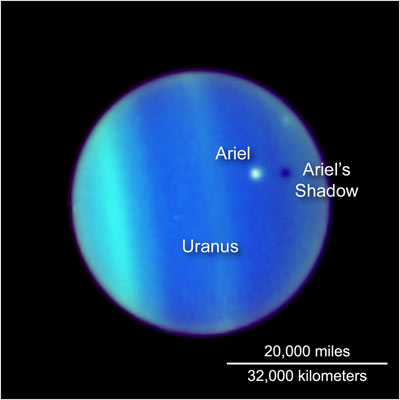
Sonnenfinsternis am 26. Juli 2006 auf Uranus durch Ariel

Gegenwärtig besitzt Ariel keine Bahnresonanz mit anderen Monden. In seiner Geschichte befand er sich jedoch möglicherweise in einer 5:3-Resonanz mit Miranda, die möglicherweise für die innere Aufheizung dieses Mondes verantwortlich war. Ebenfalls könnte sich Ariel in einer 4:1-Resonanz mit Titania befunden haben, aus der er später entwich, was durch die geringere Abplattung von Uranus und den relativ größeren Monden im Vergleich zu Jupiter und Saturn begünstigt wurde. Diese Resonanz, die sich vermutlich vor 3,8 Milliarden Jahren abspielte, würde die Exzentrizität von Ariels Umlaufbahn erhöht haben und aufgrund von Uranus’ Gezeitenkräften und der zeitlichen Variation, die durch die erhöhte Exzentrizität entstand, zur Aufheizung um bis zu 20 K führen.

## Physikalische Eigenschaften

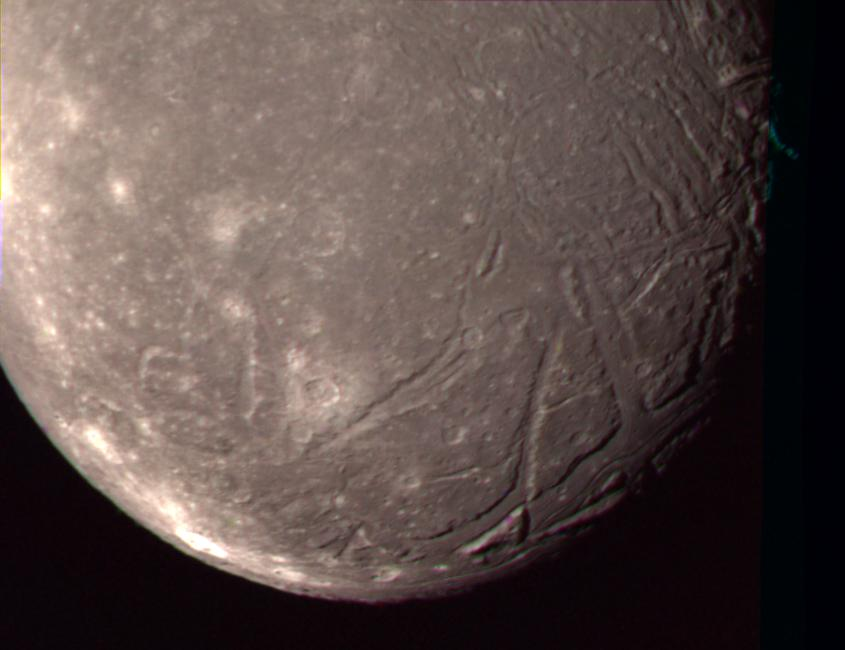
Albedokarte von Ariel

### Größe
Ariel ist etwas unregelmäßig geformt mit Abmessungen von 1162,2 × 1155,8 × 1155,4 km. Er ist damit der viertgrößte Uranusmond und geringfügig kleiner als der drittgrößte Mond Umbriel, doch scheint er massereicher als dieser zu sein.
Von der Größe her ist Ariel am ehesten mit Umbriel, dem Saturnmond Dione oder dem Plutomond Charon zu vergleichen. Von dem gesamten Mond konnte durch Voyager 2 bisher nur 35 %, vorwiegend die Südhemisphäre – wie bei allen Uranusmonden – näher erforscht werden.
Die Gesamtfläche von Ariel beträgt etwa 4.211.000 km2, dies entspricht in etwa knapp der Fläche der Europäischen Union.

### Innerer Aufbau

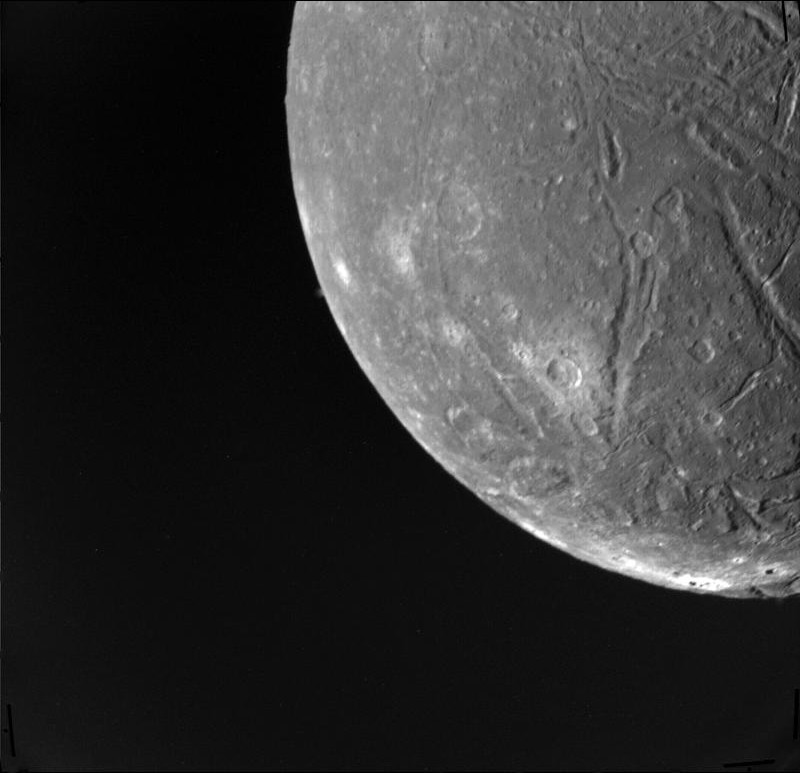
Voyager-2-Aufnahme bei der nächsten Annäherung aus 127.000 km Entfernung

Ariel besitzt eine mittlere Dichte von 1,59 g/cm³. Ausgehend von der hohen Albedo von 0,39 und der geringen Dichte geht man davon aus, dass Ariel aus etwa 50 % Wassereis, 30 % silikatischem Gestein und 20 % Kohlenstoffverbindungen wie Methan und dem organischen schweren Tholin zusammengesetzt ist. Die Präsenz von Wassereis wird durch infrarote spektroskopische Untersuchungen gestützt, die kristallines Wassereis auf Ariels Oberfläche zum Vorschein brachte. Dieses scheint auf Ariels führender Hemisphäre stärker vertreten zu sein. Der Grund dafür ist unbekannt, doch es scheint vom Bombardement geladener Teilchen von Uranus’ Magnetosphäre herzurühren, die auf der folgenden Hemisphäre durch die Co-Rotation des Plasmas stärker vertreten ist. Diese energetischen Partikel tendieren zur Kathodenzerstäubung von Wassereis, der Zersetzung von in Eis als Gashydrat eingeschlossenem Methan und der Verdunkelung von anderem organischem Material, was zu kohlenstoffreichen Ablagerungen auf der Oberfläche führt.
Außer dem Wassereis konnte bisher nur Kohlendioxid (CO2) spektroskopisch zweifelsfrei nachgewiesen werden und diese Verbindung konzentriert sich hauptsächlich auf die folgende Hemisphäre. Ariel war der erste Uranusmond, bei dem CO2 gefunden werden konnte, und es ist auf ihm auch am stärksten vertreten. Dessen Herkunft ist bislang nicht hinreichend bekannt. Es könnte lokal aus Karbonaten oder organischem Material durch Einfluss der geladenen Teilchen von Uranus’ Magnetosphäre produziert werden, oder durch die solare Ultraviolettstrahlung. Die erstere Hypothese würde die Asymmetrie in der Verteilung erklären, da die folgende Hemisphäre unter stärkerem Einfluss der Magnetosphäre liegt. Eine andere mögliche Quelle ist das Ausgasen von primordialem CO2, das in Wassereis in Ariels Innerem gefangen ist. Die Freisetzung von CO2 aus dem Inneren hängt möglicherweise mit der vergangenen geologischen Aktivität des Mondes zusammen.
Die Größe, die Wassereis-Gestein-Mischung und die mögliche Präsenz von Salz oder Ammoniak – die den Gefrierpunkt von Wasser senken – weisen darauf hin, dass Ariel ein differenzierter Körper ist, mit einem Gesteinskern und einem Mantel aus Wassereis. Falls dies der Fall ist, würde der Durchmesser des Kerns 744 km betragen, was 64 % des gesamten Durchmessers entspricht, sowie einer Kernmasse von 56 % der Gesamtmasse – diese Parameter werden durch die Zusammensetzung des Mondes vorgegeben. Der Druck im Zentrum von Ariel beträgt etwa 3 kbar. Dass im Eismantel von Ariel ein unterirdischer Ozean wie auf dem Jupitermond Europa existieren könnte, gilt nach bisherigen Untersuchungen als unwahrscheinlich.

### Oberfläche
Ariels Oberfläche weist größere Regionen auf, in denen nur wenige Einschlagkrater sichtbar sind. Es zeigt sich ein Netzwerk von Verwerfungen und Canyons. Einige Eisfelder scheinen relativ frisch gebildet zu sein. Das lässt darauf schließen, dass Ariel in der Vergangenheit ein Schauplatz intensiver geologischer Aktivitäten war.
Der Mond besitzt eine helle Oberfläche mit einer hohen geometrischen Albedo von 0,39, d. h., 39 % des eingestrahlten Sonnenlichts werden reflektiert. Die Oberfläche zeigt je nach Beleuchtungswinkel große Helligkeitseffekte; die Reflektivität von 0,53 bei einem Phasenwinkel von 0° sinkt rapide auf 0,35 bei etwa 1° ab. Die sphärische Albedo liegt bei etwa 0,23, der höchsten aller Uranussatelliten.
Die Farbe von Ariels Oberfläche erscheint im Allgemeinen in einem neutralen Grau, doch es scheint eine minimale Dichotomie der führenden und der folgenden Hemisphäre zu existieren; die letztere erscheint um etwa 2 % rötlicher. Die Albedo und Geologie von Ariels Oberfläche scheinen nicht mit dessen Farbe zu korrespondieren; die Canyons beispielsweise zeigen sich in der gleichen Farbe wie die umgebende Kraterlandschaft. Es existieren leicht bläuliche Ablagerungen von Impaktmaterial um relativ frische Krater. Außerdem gibt es leicht bläuliche lokale Punkte, die mit keiner der bekannten Oberflächenstrukturen auf Ariel in Zusammenhang stehen.
Die bisher bekannte Oberfläche lässt sich in drei verschiedene Geländearten unterteilen: In Ebenen, in von Kämmen und Rillen durchzogenes Terrain und in älteres, mit Kratern übersätes Gelände. Die häufigsten beobachteten Oberflächenstrukturen auf Ariel sind Einschlagskrater, Canyons, Faltengebirge, Kämme und Wellentäler.

#### Ebenen
Die Ebenen sind die jüngsten beobachteten Oberflächenstrukturen auf Ariel, die relativ tiefliegende sanfte Areale darstellen und nach der Anzahl der Krater zu urteilen über einen langen Zeitraum entstanden sein müssen. Die Ebenen befinden sich in den Böden der Canyons und in einigen unregelmäßigen Senken in der Mitte des zerkraterten Terrains. Die letzteren werden vom umgebenden Gelände durch scharfe Grenzen getrennt, die in manchen Fällen ein gekrümmtes Muster aufweisen. Die wahrscheinlichste Ursache dieser Ebenen sind kryovulkanische Prozesse. Diese an irdische Schildvulkane erinnernde Geometrie und verschiedene topographische Randzonen weisen darauf hin, dass das austretende Material sehr viskos, möglicherweise aus einer sehr kalten Wasser-Ammoniak-Mischung, oder gar aus festem Eis bestehen musste. Die Dicke dieser hypothetischen Kryolavaflüsse betrug schätzungsweise 1–3 km. Die Canyons müssen sich daher in einer Zeit gebildet haben, als die endogene Oberflächenumformung auf Ariel noch aktiv war.

#### Kämme und Rillen
Dieser Geländetyp enthält Bänder aus Kämmen und Wellentälern mit mehreren Hundert Kilometer Länge. Sie begrenzen das von Kratern übersäte Gelände und zerschneiden es in polygonartige Strukturen. Innerhalb dieser Bänder, die bis zu 25 bis 70 km breit sein können, befinden sich einzelne individuelle Kämme und Rillen, die bis zu 200 km lang und 15 bis 35 km breit sein können. Diese Strukturen stellen oft Fortsetzungen der Canyons dar, was darauf hinweist, dass sie eine modifizierte Form der Gräben sind oder durch eine unterschiedliche Reaktion der tektonischen Prozesse entstanden sind, die auch die Canyons formten. Dies kann durch eine andere Brüchigkeit des Materials zustande gekommen sein.

#### Kratergelände
Das zerkraterte Gelände stellt die ausgedehnteste und älteste Oberflächenstruktur auf Ariel dar und erstreckt sich vom geographischen Südpol radial nach außen. Es wird von Kämmen, Tälern und Canyons durchschnitten, die sich hauptsächlich in den mittleren und südlichen Breiten befinden.
Chasmata und Valles

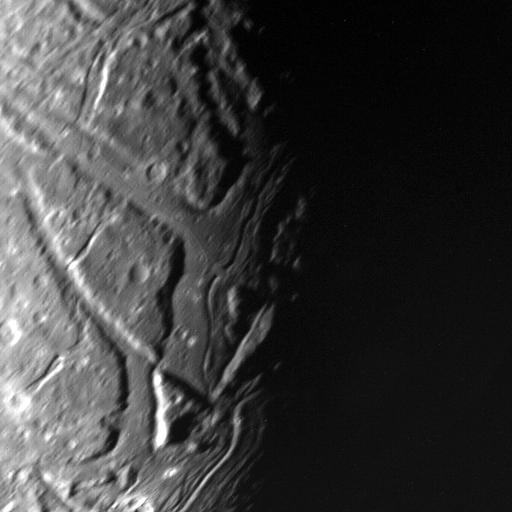
Voyager-2-Aufnahme der Chasmata aus 127.000 km Entfernung. In der Bildmitte befindet sich der breite Brownie Chasma, am unteren Bildrand das Sprite Vallis.

Die Canyons, die Chasma (Mehrzahl Chasmata) genannt werden, stellen vermutlich Grabenbrüche dar, die durch tektonische Ausdehnungsprozesse entstanden sind. Sie sind das Resultat eines globalen Druckes, der durch das Gefrieren von Wasser oder einer Wasser-Ammoniak-Lösung in Ariels Innerem hervorgerufen wurde. Sie sind gewöhnlich etwa 15 bis 50 km breit und verlaufen hauptsächlich in östlicher oder nordöstlicher Richtung. Die Böden vieler Chasmata sind konvex, sie sind zum Teil 1 bis 2 km höher. Die breitesten Canyons weisen manchmal Rillen auf, die entlang der Kämme der konvexen Böden verlaufen und Valles genannt werden. Dabei ist bemerkenswert, dass diese linearen Täler zum Teil unsichtbar werden, wenn sie von quer durchs Tal verlaufenden Rillen gekreuzt werden. Anscheinend wurden diese Täler erst nach ihrer tektonischen Entstehung durch zu einem späteren Zeitpunkt nachfließendes kryovulkanisches Material wieder aufgefüllt, an diesen Punkten eingeebnet und mit der Umgebung optisch verschmolzen.
Der größte Canyon ist Kachina Chasmata, ein System aus mehreren Tälern von 622 km Länge und 50 km Breite, das allerdings noch mehrfach länger sein kann. Da beim Voyager-2-Vorbeiflug sich nur weitgehend die Südhemisphäre im Sonnenlicht befand, konnte nur die genannte Länge sicher bestimmt werden. Spätere Analysen eines Teils der Nordhemisphäre, die immerhin von Uranus beleuchtet wurde und wo man durch fortgeschrittene Prozesse einige Details zum Vorschein brachte, haben ergeben, dass die Kachina Chasmata bis zu 1800 bis 2200 km lang sein können und damit Ithaca Chasma auf dem Saturnmond Tethys ähneln würden.
| Name             | Länge (km) | Koordinaten                       | Namensherkunft                     |
| ---------------- | ---------- | --------------------------------- | ---------------------------------- |
| Kachina Chasmata | 622,0      | 33°42′S 246°00′E / 33,7°S 246°E   | Kachina (Hopi-Mythologie)          |
| Kewpie Chasma    | 467,0      | 28°18′S 326°54′E / 28,3°S 326,9°E | Kewpie (Englische Folklore)        |
| Korrigan Chasma  | 365,0      | 27°36′S 347°30′E / 27,6°S 347,5°E | Korrigan, (Bretonische Mythologie) |
| Sylph Chasma     | 349,0      | 48°36′S 353°00′E / 48,6°S 353°E   | Sylphe, (Englische Folklore)       |
| Brownie Chasma   | 343,0      | 16°00′S 37°36′E / 16°S 37,6°E     | Brownie (Englische Folklore)       |
| Pixie Chasma     | 278,0      | 20°24′S 5°06′E / 20,4°S 5,1°E     | Pixie (Englische Folklore)         |
| Kra Chasma       | 142,0      | 32°06′S 354°12′E / 32,1°S 354,2°E | Kra (Glaubenssystem der Akan)      |

| Name              | Länge (km) | Koordinaten                     | Namensherkunft                  |
| ----------------- | ---------- | ------------------------------- | ------------------------------- |
| Leprechaun Vallis | 328,0      | 10°24′S 10°12′E / 10,4°S 10,2°E | Leprechaun (Irische Mythologie) |
| Sprite Vallis     | 305,0      | 14°54′S 340°00′E / 14,9°S 340°E | Sprite (Keltische Mythologie)   |

Die Oberfläche von Ariel wirkt im Vergleich zu anderen Uranusmonden moderat und ausgewogen verkratert. Die relative Flachheit und die geringe Anzahl großer Krater weist darauf hin, dass sie erst nach der Entstehungszeit des Sonnensystems entstanden sind. Das bedeutet, dass sich die Oberfläche in einer gewissen Zeit komplett erneuert haben muss. Der größte beobachtete Krater ist mit lediglich 78 km Durchmesser Yangoor, und dieser weist Anzeichen späterer Deformation auf. Alle großen Krater weisen flache Kraterböden und Zentralberge auf, einige der frischeren Krater zeigen helle Ablagerungen aus Impaktmaterial. Viele Krater weisen polygonartige Muster auf, die einen Hinweis darauf liefern, dass ihre Erscheinung durch die bereits existierende Struktur der Kruste beeinflusst wurde.
In den mit Kratern gespickten Ebenen gibt es einige helle Flecken von etwa 100 km Durchmesser, die möglicherweise eingeebnete Krater sind. In diesem Fall würden sie den Palimpsesten ähneln, die auch auf dem Jupitermond Ganymed gefunden wurden (siehe auch Geisterkrater). Es wird vermutet, dass eine 245 km große rundliche Struktur bei 10° Süd und 30° Ost eines dieser Palimpseste darstellt.
| Name     | Durchmesser (km) | Koordinaten                       | Namensherkunft                                |
| -------- | ---------------- | --------------------------------- | --------------------------------------------- |
| Yangoor  | 78,0             | 68°42′S 279°42′E / 68,7°S 279,7°E | Yangoor, ein guter Geist der den Tag bringt   |
| Domovoy  | 71,0             | 71°30′S 339°42′E / 71,5°S 339,7°E | Domovoi (Slawische Mythologie)                |
| Melusine | 50,0             | 52°54′S 8°54′E / 52,9°S 8,9°E     | Melusine (Französische Literatur)             |
| Rima     | 41,0             | 18°18′S 260°48′E / 18,3°S 260,8°E | Rima aus William Henry Hudsons Green Mansions |
| Huon     | 40,0             | 37°48′S 33°42′E / 37,8°S 33,7°E   | Huon von Bordeaux (Französische Literatur)    |
| Oonagh   | 39,0             | 21°54′S 244°24′E / 21,9°S 244,4°E | Oonagh (Irische Mythologie)                   |
| Agape    | 34,0             | 46°54′S 336°30′E / 46,9°S 336,5°E | Agape (Spenser)                               |
| Gwyn     | 34,0             | 77°30′S 22°30′E / 77,5°S 22,5°E   | Gwyn ap Nudd (Irische Mythologie)             |
| Mab      | 34,0             | 38°48′S 352°12′E / 38,8°S 352,2°E | Queen Mab (Irische Mythologie)                |
| Finvara  | 31,0             | 15°48′S 19°00′E / 15,8°S 19°E     | Finvarra (Irische Mythologie)                 |
| Laica    | 30,0             | 21°18′S 44°24′E / 21,3°S 44,4°E   | Laica (Inka-Mythologie)                       |
| Berylune | 29,0             | 22°30′S 327°54′E / 22,5°S 327,9°E | Bérylune (Maurice Maeterlinck)                |
| Ataksak  | 22,0             | 53°06′S 224°18′E / 53,1°S 224,3°E | Ataksak (Inuit-Mythologie)                    |
| Djadek   | 22,0             | 12°00′S 251°06′E / 12°S 251,1°E   | Djadek (Tschechische Folklore)                |
| Befana   | 21,0             | 17°00′S 31°54′E / 17°S 31,9°E     | Befana (Italienische Folklore)                |
| Abans    | 20,0             | 15°30′S 251°18′E / 15,5°S 251,3°E | Aban (Persische Mythologie)                   |
| Deive    | 20,0             | 22°18′S 23°00′E / 22,3°S 23°E     | Deivė (Litauische Folklore)                   |

## Entstehung
Ariel wurde wahrscheinlich durch eine Akkretionsscheibe geformt oder durch einen Unternebel, der sich möglicherweise um Uranus während dessen Entstehungszeit befand oder sich nach dem (noch theoretischen) Einschlag bildete, der den Planeten auf die Seite kippen ließ. Die genaue Zusammensetzung dieses Unternebels ist nicht bekannt, doch weisen die höheren Dichten des Uranussystems im Vergleich zu den näher an der Sonne liegenden Saturnmonden auf eine relative Wasserarmut hin. Möglicherweise waren signifikante Anteile von Stickstoff (N2) und Kohlenstoff in Form von Kohlenmonoxid (CO) vorhanden sowie molekularer Stickstoff anstelle von Ammoniak (NH3) und Methan (CH4). Satelliten, die aus einem solchen Unternebel entstanden, sollten weniger Wassereis und CO und N2 als in Eis eingeschlossenes Gashydrat und mehr Gestein enthalten, was die höheren Dichten erklären würde.
Der Akkretionsprozess dauerte womöglich mehrere tausend Jahre, bis die Bildung von Ariel abgeschlossen war. Modelle zeigen, dass die Akkretion begleitende Einschläge eine Aufheizung der äußeren Hülle des Mondes mit einer Temperatur von bis zu 195 K in eine Tiefe von bis zu 31 km verursachen müssten. Nach der Bildung kühlte diese äußere Schicht ab, während sich Ariels Inneres durch die Zersetzung radioaktiver Elemente im Gestein aufheizte. Die abkühlende Außenhülle kontrahierte, während das Innere expandierte. Dies verursachte starke Spannungen in der Kruste des Mondes mit einem Druck von bis zu geschätzten 3 kbar, die zu Brüchen auf der Kruste führten. Die Canyons sind wahrscheinlich ein Resultat dieses Prozesses, der etwa 200 Millionen Jahre dauerte.
Die anfängliche Akkretionshitze und die darauf folgende Zersetzung radioaktiver Elemente führten möglicherweise zu einem Schmelzen von Wassereis, falls eine gefrierpunktsenkende Substanz wie ein Salz oder Ammoniak in Form von Ammoniakwasser vorhanden war. Dies sollte zu einer Separation von Eis und Gestein (Differenzierung) des Kerns geführt haben. In diesem Fall müsste eine Schicht flüssigen Wassers reich an aufgelöstem Ammoniak an der Grenze von Mantel und Kern entstanden sein. Die eutektische Temperatur dieser Mischung ist 176 K. Dieser Ozean ist jedoch wahrscheinlich längst zugefroren. Dieses Zufrieren führte vermutlich zu der Ausdehnung des Inneren, die wohl verantwortlich für die Bildung der Chasmata und die Erneuerung der Oberfläche war. Das flüssige Wasser war vielleicht in der Lage, aus der Kruste zu erumpieren und sich über die Böden der Chasmata zu ergießen (Kryovulkanismus).
Thermische Modelle von Saturns Mond Dione, die eine ähnliche Größe, Dichte und Oberflächentemperatur wie Ariel aufweist, zeigen, dass eine solide Konvektion über mehrere Milliarden Jahre angedauert haben könnte, und dass Temperaturen von 173 K nahe der Oberfläche über mehrere hundert Millionen Jahre nach der Bildung des Mondes fortbestehen konnten, näher an dessen Kern sogar bis zu einer Milliarde Jahre.

## Erforschung

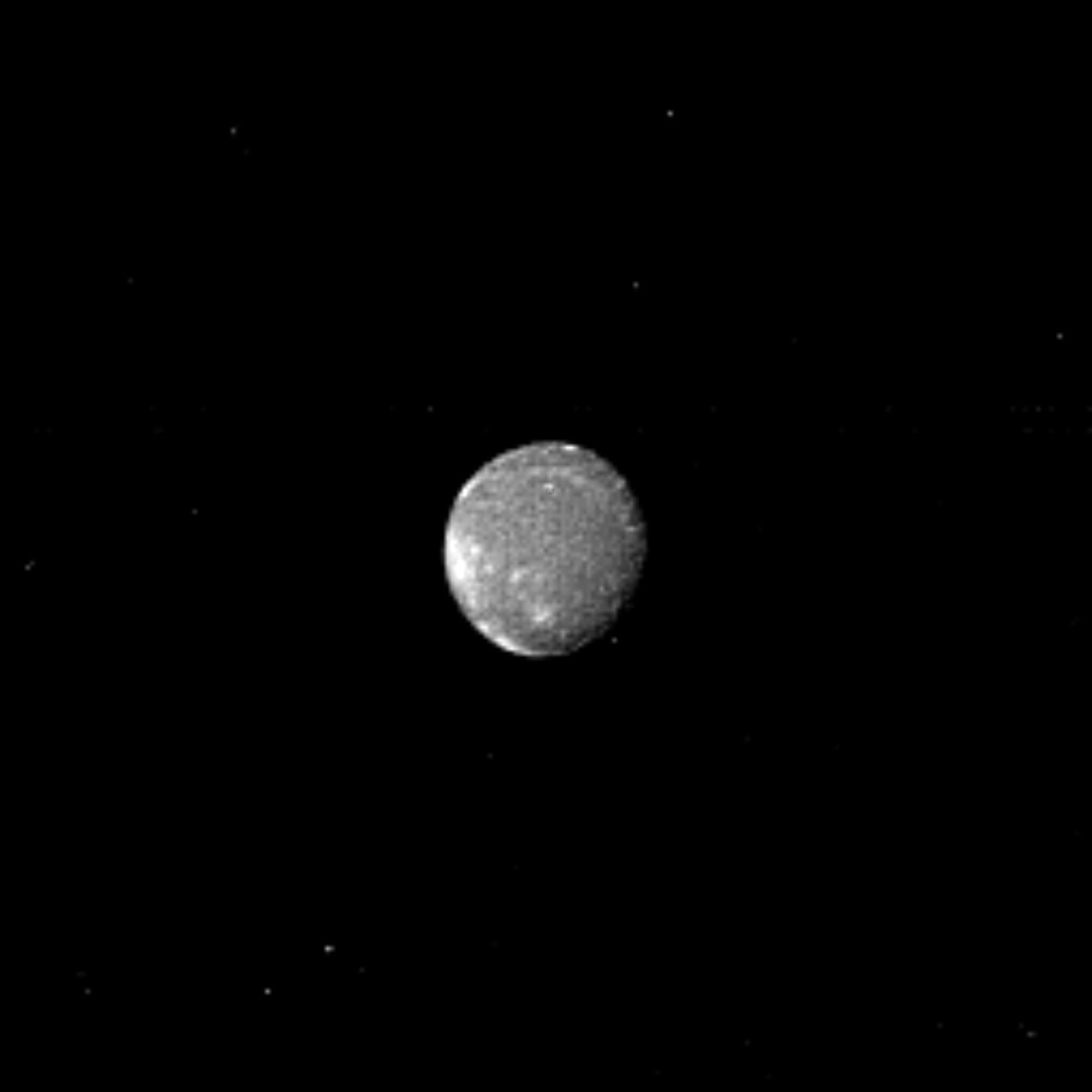
Voyager-2-Aufnahme aus 2,52 Millionen km Entfernung

Seit der Entdeckung 1851 durch William Lassell war etwa 135 Jahre lang außer den Bahnparametern über Ariel nicht viel bekannt. Der Mond war zu klein und zu weit entfernt, um ihn mit erdgebundenen Teleskopen näher aufzulösen. Die scheinbare Helligkeit von Ariel beträgt 14,4 mag, die der von Pluto im Perihel ähnelt. Während Pluto durch ein Teleskop mit 30 cm Öffnung beobachtet werden kann, ist durch die Nähe von Ariel an Uranus und die Tatsache, dass er dadurch von diesem überstrahlt wird, eine 40-cm-Öffnung notwendig.
Am 20. Januar 1986 konnte Ariel relativ nah von der „Voyager 2“-Sonde passiert und fotografiert und vermessen werden. Die Rotationsachse von Uranus und Ariel wiesen, als Folge der hohen Achsneigung des Planetensystems von 98°, zu diesem Zeitpunkt in Richtung Erde, so dass die Monde von Uranus nicht wie bisher bei Jupiter und Saturn auf der Äquatorebene einzeln angeflogen werden konnten, sondern sich deren Orbits wie eine Zielscheibe um den Planeten herum anordneten und der Planet quasi getroffen werden musste. Dies bedeutete, dass von Uranus all dessen Monden nur jeweils die Südhemisphäre in Abständen von etwa zwei Tagen fotografiert werden konnte – die denkbar ungünstigste Position für einen Vorbeiflug. Zudem musste man sich für einen Mond entscheiden, da ein naher Vorbeiflug bei einem zwangsläufig große Abstände zu allen anderen bedingte.
Da man Voyager 2 weiter zu Neptun lenken wollte, war die Voraussetzung dafür ein naher Uranus-Vorbeiflug. Daraus ergab sich, dass nur der Mond Miranda nah passiert werden konnte. Die nächste Annäherung an Ariel betrug 127.000 km, trotzdem war er neben Miranda der einzige Uranusmond, von dem relativ hoch aufgelöste Bilder zur Erde zurückgeschickt werden konnten. Die beste Auflösung der Fotos betrug etwa 2 km; sie zeigen etwa 40 % der Oberfläche, wobei nur etwa 35 % für geologische Karten und Kraterzählung verwendet werden konnten.